# 麥可·法斯賓達
麥可·法斯賓達（1977年4月2日—），德裔爱尔兰男演員、賽車手，生於西德，母親為愛爾蘭人。2000年他参加了电视剧集《諾曼第大空降》的试镜并获得了一个角色。2008年，他凭在《饥饿》中的表演获得了英国独立电影奖最佳男演员奖。2011年憑《性愛成癮的男人》获得第68届威尼斯电影节最佳男主角和第69届金球奖剧情类最佳男主角提名。2014年，法斯宾德出演的《自由之心》获得第86届奥斯卡金像奖最佳影片，与此同时，个人获得最佳男配角提名。2015年，憑著在《史帝夫賈伯斯》中的演技被獲提名第88届奥斯卡金像奖最佳男主角及第73屆金球獎剧情类最佳男主角提名。此外，他也於2011年的《X战警：第一战》、2014年的《X戰警：未來昔日》、2016年的《X戰警：天啟》和2019年的《X戰警：黑鳳凰》中饰演年輕的萬磁王。

## 早年经历
1977年4月2日，迈克尔·法斯宾德出生于西德海德堡，母亲阿黛尔是北爱尔兰人，父亲约瑟夫·法斯宾德是德国人。根据家族的传说，阿黛尔是愛爾蘭独立战争时期的领袖麥可·柯林斯的侄曾孙女。当法斯宾德兩岁时，全家搬迁到爱尔兰，并且开了一家餐厅，父亲是餐厅的老板。
法斯宾德信奉罗马公教。
他有一个姐姐凯瑟琳是加利福尼亚大学戴维斯分校的神经心理学家。迈克尔对电影的喜爱很大程度上是源于他母亲阿黛尔的影响。阿黛尔是一位铁杆影迷，尤其喜爱70年代的美国电影。
法斯宾德和姐姐经常在德国度过暑假，因此他可以讲一口流利的德语。他在17岁时出演戏剧并决定成为一名演员。年仅19岁的迈克尔搬到了伦敦，开始在伦敦中央戏剧学校学习。在衛報中的訪問提及到，曾經在諾曼第大空降中扮演過一個小角色，迈克尔·法斯宾德認為借著史蒂芬·斯皮尔伯格這部戲的風頭，可以在日後得到更多的演出機會。可惜該片以後一直擔任一些龍套角色，沒有想到成名之路非常漫長。
他的舊同窗湯姆·哈迪曾於訪問時提及二人在伦敦中央戏剧学校其間的趣事，話說法斯宾德於三年级時曾演出一名坐輪椅的角色，在午飯時間仍坐著輪椅點餐而導致校內的小飯堂 (Barbara's canteen) 大排長龍，因午膳時間只有半小時，於是哈迪便跟法斯宾德說快起來去點餐，結果卻被法斯宾德以F*** U作回應。

## 演艺经历
迈克尔2001年曾出演过电视影集《諾曼第大空降》以及英剧《魔女》。並在2006年的《300壯士：斯巴達的逆襲》中扮演斯巴达战士。2007年他还被法国导演弗朗索瓦欧容挑中，在《逐愛天堂》中扮演女主角的情人。之後法斯宾德出演了乔·舒马赫执导的吸血鬼片《鬼哭人嚎》。
2008年在英国视觉艺术家史蒂夫·麦奎因的导演处女作《饥饿》中扮演绝食而亡的爱尔兰共和军成员鲍比·桑兹，为此减去大量体重，并凭此片获得了英国独立电影奖最佳男演员奖。并与麦奎因结下了不解之缘。演技扎实的法斯宾德成为众多导演最希望合作的演员，08年作品包括英国片《伊甸湖》和《悬铃木》。
2009年法斯宾德又在昆汀·塔倫提諾的《无耻混蛋》中奉献精彩表演，饰演纳粹时期的阿尔奇·希考克斯中尉，一位专长于德国电影的英国影评人。迈克尔帮助昆汀完成了对于电影史的黑色调侃，在好莱坞逐渐有了明星的身份。本片取得了商业成功，全球票房高达3.21亿美元。与此同时，该片还获得了8项奥斯卡提名。
在超级英雄电影X战警前传《X战警：第一战》、《X战警：逆转未来》、《X戰警：天啟》和《X戰警：黑鳳凰》中，法斯宾德饰演了亦正亦邪，性格复杂的万磁王。
2011年他与《饥饿》导演史蒂夫·麦奎因再度合作的《性愛成癮的男人》，则为法斯宾德赢得美国第69届金球奖剧情类最佳男主角的提名，并捧得威尼斯电影节沃尔皮杯获得最佳男主角称号。
2013年11月，法斯宾德与史蒂夫·麦奎因合作的《为奴十二年》上映，影片获得第86届奥斯卡金像奖最佳影片。迈克尔也获得奥斯卡金像奖最佳男配角提名。
2015年，法斯賓德跟導演丹尼·鮑伊合作，於電影《時代教主︰喬布斯》飾演主角喬布斯，並憑此片入圍第88屆奧斯卡金像獎的最佳男主角獎。

## 個人生活
法斯宾德輾轉於歐洲和北美之間拍戲，但他自從1996年起就定居在倫敦東部。他一直住在倫敦東部哈克尼的同一棟簡樸的公寓里，這是他25歲之後買下的公寓，當時他努力爭取工作以維持生活。於2016年，他表示有意搬離倫敦東部，原因是離拍攝廠區太遠，他曾考慮搬到紐約和澳洲，但最終決定還是留在倫敦。
他會說德語，但他表示他在拍攝《惡棍特工》之前補習了一下德語，因為他的德語有一點生疏了，他還希望未來能有機會出演德語的電影或戲劇。
他只是名義上的天主教徒。
另他注重個人私生活，沒有任何社交帳號，但曾表示有一個推特帳戶，不過只作以防被他人盜用其身份，本人並沒真正使用。
他亦表示不會將角色帶回家中，不讓角色影響他的日常生活。

## 感情生活
2006年至2008年期間，法斯賓德跟澳洲籍女歌手Maiko Spencer交往，並於倫敦同居。
2008至2009年期間，法斯賓德跟美籍模特Leasi Andrews約會。
2011年，法斯賓德與美籍女演員柔伊·克拉維茲短暫交往，兩人相識於拍攝《X戰警：第一戰》期間，兩人分手後仍是朋友。
2012年，法斯賓德承認於拍攝電影《性愛成癮的男人》後，與片中合作的美籍女演員妮可·貝哈瑞約會，但兩人於2013年初宣布分手，僅維時三個月。
2013年5月，法斯賓德跟英籍賽跑奧運選手Louise Hazel短暫交往。
2013年9月，法斯賓德開始與羅馬尼亞籍女演員兼模特馬達麗娜·珍娜約會，兩人於2014年初分手。
2014年，法斯賓德於拍攝《為妳說的謊》時，結識飾演片中女主的瑞典籍女演員艾莉西亞·薇坎德，兩人於2014年10月起交往至今。
2017年10月14日，法斯賓德已和薇坎德結婚。
2021年薇坎德宣傳新片《藍色海灣》（Blue Bayou）時，向《時人》雜誌證實年初悄悄迎來第1個小孩，但並未透露性別。

## 作品列表

### 電影
| 年份 | 標題                                | 角色                            | 附註               | 來源                 |
| ---- | ----------------------------------- | ------------------------------- | ------------------ | -------------------- |
| 2007 | 《300壯士：斯巴達的逆襲》           | Stelios                         |                    | [ 5 ]                |
| 2007 | 《逐愛天堂》                        | Esmé                            |                    | [ 6 ]                |
| 2008 | 《飢餓》                            | 波比·山德士                     |                    | [ 7 ]                |
| 2008 | 《獵人遊戲》                        | Steve                           |                    | [ 8 ]                |
| 2009 | 《鬼哭人嚎》                        | Richard Wirth                   |                    | [ 9 ]                |
| 2009 | 《鱼缸》                            | Connor                          |                    | [ 10 ]               |
| 2009 | 《惡棍特工》                        | Lt. Archie Hicox                |                    | [ 11 ]               |
| 2009 | 《機車男》（Man on a Motorcycle）   | 機車男                          | 短片               | [ 12 ]               |
| 2010 | 《世纪战魂》                        | Quintus Dias                    |                    | [ 13 ]               |
| 2010 | 《西部英雄约拿·哈克斯》             | Burke                           |                    | [ 14 ]               |
| 2011 | 《簡愛》                            | 愛德華·羅徹斯特                 |                    | [ 15 ]               |
| 2011 | 《X战警：第一战》                   | 艾瑞克·藍歇爾／萬磁王           |                    | [ 16 ]               |
| 2011 | 《危險療程》                        | 卡尔·荣格                       |                    | [ 17 ]               |
| 2011 | 《性愛成癮的男人》                  | Brandon Sullivan                |                    | [ 18 ]               |
| 2011 | 《二賊闖黑屋》（Pitch Black Heist） | Michael                         | 短片；兼執行製片人 | [ 19 ] [ 20 ]        |
| 2011 | 《即刻反擊》                        | Paul                            |                    | [ 21 ]               |
| 2012 | 《普罗米修斯》                      | 大衛8                           |                    | [ 22 ]               |
| 2013 | 《为奴十二年》                      | 愛德溫·愛普斯                   |                    | [ 23 ]               |
| 2013 | 《玩命法則》                        | 律師                            |                    | [ 24 ]               |
| 2013 | 《极速一生》                        | 旁白                            | 紀錄片             | [ 25 ]               |
| 2014 | 《法蘭克》                          | Frank                           |                    | [ 26 ]               |
| 2014 | 《X戰警：未來昔日》                 | 艾瑞克·藍歇爾／萬磁王           |                    | [ 27 ]               |
| 2015 | 《槍響前決定愛不愛你》              | Silas Selleck                   | 兼執行製片人       | [ 28 ]               |
| 2015 | 《麦克白》                          | 麦克白                          |                    | [ 29 ]               |
| 2015 | 《史帝夫·賈伯斯》                   | 史帝夫·賈伯斯                   |                    | [ 30 ]               |
| 2016 | 《X戰警：天啟》                     | 艾瑞克·藍歇爾／萬磁王           |                    | [ 31 ]               |
| 2016 | 《為妳說的謊》                      | Tom Sherbourne                  |                    | [ 32 ]               |
| 2016 | 《犯罪教條》                        | Chad Cutler                     |                    | [ 33 ] [ 34 ]        |
| 2016 | 《刺客教條》                        | Callum Lynch / Aguilar de Nerha | 兼監製             | [ 35 ] [ 36 ] [ 37 ] |
| 2017 | 《為妳唱的歌》                      | Cook                            |                    | [ 38 ]               |
| 2017 | 《異形：聖約》                      | 大衛8／Walter One               |                    | [ 39 ]               |
| 2017 | 《雪人》                            | 哈利·霍勒                       |                    | [ 40 ]               |
| 2019 | 《X戰警：黑鳳凰》                   | 艾瑞克·藍歇爾／萬磁王           |                    | [ 41 ]               |
| 2023 | 《殺手》                            | 殺手                            |                    | [ 42 ]               |
| 2023 | 《下一球，勝利》                    | 湯瑪斯·隆根                     |                    | [ 43 ]               |
| 2024 | 《膝盖骨乐队》                      | Arlo Ó Cairealláin              |                    | [ 44 ]               |
| 2025 | 《黑袋行動》                        | George Woodhouse                |                    | [ 45 ]               |
| TBA  | 《功夫之怒2》                       | Colt Magnum                     |                    | [ 46 ]               |

### 電視
| 年份      | 標題                                                                 | 角色               | 附註                        | 來源          |
| --------- | -------------------------------------------------------------------- | ------------------ | --------------------------- | ------------- |
| 2001      | 《兄弟连》                                                           | Burton Christenson |                             | [ 47 ]        |
| 2001      | 《心與骨》                                                           | Hermann            | 3集                         | [ 48 ] [ 49 ] |
| 2002      | 《NCS：追捕》                                                        | Jack Silver        |                             | [ 48 ]        |
| 2002      | 《霍爾比市》                                                         | Christian Connolly | 單集：〈Ghosts〉            | [ 48 ]        |
| 2003      | 《卡拉》                                                             | Rob                | 電視電影                    | [ 48 ]        |
| 2004      | 《火药、背叛和阴谋》                                                 | 盖伊·福克斯        | 電視電影                    | [ 50 ]        |
| 2004      | 《朱利安·费罗斯破解历史疑案》                                        | 查爾斯·布拉沃      | 電視電影                    | [ 51 ]        |
| 2004      | 《維尼小熊》                                                         | 哈利·科爾布恩中尉  | 電視電影                    | [ 52 ] [ 53 ] |
| 2004      | 《福尔摩斯：丝缠奇案》                                               | Charles Allen      | 電視電影                    | [ 54 ]        |
| 2004–2005 | 《魔女》                                                             | 阿札澤爾           |                             | [ 55 ]        |
| 2005      | 《莫菲法則》                                                         | Caz Miller         | 5集                         | [ 56 ]        |
| 2005      | 《我們的秘密生活》（Our Hidden Lives）                               | 德軍戰俘           | 電視電影                    | [ 57 ]        |
| 2005      | 《威廉和瑪麗》                                                       | Lukasz             | 第三季第3集                 | [ 58 ]        |
| 2006      | 《大侦探波洛》                                                       | George Abernethie  | 單集：〈After the Funeral〉 | [ 57 ]        |
| 2006      | 《審判與懲罰》                                                       | Douglas Nesbitt    | 2集                         | [ 59 ]        |
| 2007      | 《婚礼疯娘》                                                         | Barney             | 電視電影                    | [ 60 ] [ 61 ] |
| 2008      | 《乱世妖姬》                                                         | 托馬斯·雷恩斯伯勒  |                             | [ 62 ]        |
| 2019–     | 《迈克尔·法斯宾德：勒芒之路》（Michael Fassbender: Road to Le Mans） | 他自己             | 紀錄劇集                    | [ 63 ]        |
| 2024      | 《传奇办公室》                                                       | Martian            | 兼執行製片人                | [ 64 ] [ 65 ] |

### 電子遊戲
| 年份 | 標題            | 配音角色 | 附註   | 來源 |
| ---- | --------------- | -------- | ------ | ---- |
| 2010 | 《神鬼寓言III》 | Logan    | [ 66 ] |      |

## 奖项

### 电视剧
| 年份 | 作品         | 奖项                          | 是否得奖 | 备注 |
| ---- | ------------ | ----------------------------- | -------- | ---- |
| 2008 | 《乱世妖姬》 | 爱尔兰电影电视奖 - 最佳男主角 | 提名     |      |

### 電影
| 年份  | 作品                | 奖项                                   | 是否得奖 | 备注 |
| ----- | ------------------- | -------------------------------------- | -------- | ---- |
| 2008  | 《饥饿》            | 英国独立电影奖 - 最佳男主角            | 獲獎     |      |
| 2008  | 《饥饿》            | 爱尔兰电影电视奖 - 最佳男主角          | 獲獎     |      |
| 2008  | 《饥饿》            | 爱尔兰电影电视奖 - 最佳新人            | 獲獎     |      |
| 2009  | 《發現心節奏》      | 芝加哥国际电影节 - 最佳男演员          | 獲獎     |      |
| 2009  | 《發現心節奏》      | 伦敦影评人协会奖 - 年度最佳男配角      | 獲獎     |      |
| 2009  | 《發現心節奏》      | 英国独立电影奖 - 最佳男配角            | 提名     |      |
| 2009  | 《發現心節奏》      | 爱尔兰电影电视奖 - 最佳男配角          | 提名     |      |
| 2009  | 《發現心節奏》      | 图迪斯獎 - 最佳男配角                  | 提名     |      |
| 2009  | 《恶棍特工》        | 美国演员工会奖 - 最佳整体演出          | 獲獎     |      |
| 20011 | 《简爱》            | 国家评论协会 - 聚光燈奖                | 獲獎     |      |
| 2011  | 《X战警：第一戰》   | 国家评论协会 - 聚光燈奖                | 獲獎     |      |
| 2011  | 《X战警：第一戰》   | 全美民选奖 - 最受欢迎男演员            | 提名     |      |
| 2011  | 《X战警：第一戰》   | IGN奖 - 最佳反派角色                   | 獲獎     |      |
| 2011  | 《X战警：第一戰》   | IGN奖 - 最佳主角阵容                   | 獲獎     |      |
| 2011  | 《X战警：第一戰》   | 尖叫奖 - 最佳男主角                    | 提名     |      |
| 2011  | 《X战警：第一戰》   | 尖叫奖 - 最佳表现                      | 提名     |      |
| 2011  | 《X战警：第一戰》   | 尖叫奖 - 最佳整体演出                  | 提名     |      |
| 2011  | 《危险療程》        | 国家评论协会 - 聚光燈奖                | 獲獎     |      |
| 2011  | 《危险療程》        | 伦敦影评人协会奖 - 年度英国男主角      | 獲獎     |      |
| 2011  | 《性愛成癮的男人》  | 第69届金球奖 -戲剧类最佳男主角         | 提名     |      |
| 2011  | 《性愛成癮的男人》  | 第68届威尼斯国际电影节 - 最佳男演员    | 獲獎     |      |
| 2011  | 《性愛成癮的男人》  | 英国独立电影奖 - 最佳男主角            | 獲獎     |      |
| 2011  | 《性愛成癮的男人》  | 英国电影学院奖 - 最佳男主角            | 提名     |      |
| 2011  | 《性愛成癮的男人》  | 温哥华影评人协会奖 - 最佳男主角        | 獲獎     |      |
| 2011  | 《性愛成癮的男人》  | 在线影评人协会奖 - 最佳男主角          | 獲獎     |      |
| 2011  | 《性愛成癮的男人》  | 国家评论协会 - 聚光燈奖                | 獲獎     |      |
| 2011  | 《性愛成癮的男人》  | 伦敦影评人协会奖 - 年度男主角          | 獲獎     |      |
| 2011  | 《性愛成癮的男人》  | 洛杉矶影评人协会奖 - 最佳男主角        | 獲獎     |      |
| 2011  | 《性愛成癮的男人》  | 爱尔兰电影电视奖 - 最佳男主角          | 獲獎     |      |
| 2011  | 《性愛成癮的男人》  | 休斯顿影评人协会奖 - 最佳男主角        | 獲獎     |      |
| 2011  | 《性愛成癮的男人》  | 佛罗里达影评人协会奖 - 最佳男主角      | 獲獎     |      |
| 2011  | 《性愛成癮的男人》  | 标准晚报英国电影奖 - 最佳男主角        | 獲獎     |      |
| 2011  | 《性愛成癮的男人》  | 底特律影评人协会奖 - 最佳男主角        | 獲獎     |      |
| 2011  | 《性愛成癮的男人》  | 女性电影记者联盟 - 最佳男主角          | 獲獎     |      |
| 2011  | 《性愛成癮的男人》  | 澳洲电影及电视美艺学院奖 - 最佳男主角  | 提名     |      |
| 2011  | 《性愛成癮的男人》  | 广播影评人协会奖 - 最佳男主角          | 提名     |      |
| 2011  | 《性愛成癮的男人》  | 华盛顿影评人协会奖 - 最佳男主角        | 提名     |      |
| 2011  | 《性愛成癮的男人》  | 俄亥俄州影评人协会奖 - 最佳男主角      | 提名     |      |
| 2011  | 《性愛成癮的男人》  | 俄亥俄州影评人协会奖 - 年度男主角      | 提名     |      |
| 2011  | 《性愛成癮的男人》  | 芝加哥影评人协会奖 - 最佳男主角        | 提名     |      |
| 2011  | 《性愛成癮的男人》  | 丹佛影评人协会奖 - 最佳男主角          | 提名     |      |
| 2011  | 《性愛成癮的男人》  | 伦敦影评人协会奖 - 年度男主角          | 提名     |      |
| 2011  | 《性愛成癮的男人》  | 凤凰城影评人协会奖 - 最佳男主角        | 提名     |      |
| 2011  | 《性愛成癮的男人》  | 达拉斯·沃斯堡影评人协会奖 - 最佳男主角 | 提名     |      |
| 2011  | 《性愛成癮的男人》  | 圣路易斯影评人协会奖 - 最佳男主角      | 提名     |      |
| 2011  | 《性愛成癮的男人》  | 多伦多影评人协会奖 - 最佳男主角        | 提名     |      |
| 2011  | 《性愛成癮的男人》  | 卫星奖 - 戲劇类电影最佳男主角          | 提名     |      |
| 2011  | 《性愛成癮的男人》  | 村声电影投票奖 - 最佳男主角            | 提名     |      |
| 2012  | 《普罗米修斯》      | 伦敦影评人协会奖 - 年度男配角          | 提名     |      |
| 2012  | 《普罗米修斯》      | 土星奖 - 最佳男配角                    | 提名     |      |
| 2013  | 《自由之心》        | 第86届奥斯卡金像奖 - 最佳男配角        | 提名     |      |
| 2013  | 《自由之心》        | 第71届金球奖 - 电影类最佳男配角        | 提名     |      |
| 2013  | 《自由之心》        | 英国独立电影奖 - 最佳男配角            | 提名     |      |
| 2013  | 《自由之心》        | 英国电影学院奖 - 最佳男配角            | 提名     |      |
| 2013  | 《自由之心》        | 伦敦影评人协会奖 - 年度英国男主角      | 提名     |      |
| 2013  | 《自由之心》        | 伦敦影评人协会奖 - 年度男配角          | 提名     |      |
| 2013  | 《自由之心》        | 美国演员工会奖 - 最佳男配角            | 提名     |      |
| 2013  | 《自由之心》        | Capri Film Festival - 最佳男配角       | 獲獎     |      |
| 2013  | 《自由之心》        | 广播影评人协会奖 - 最佳男配角          | 提名     |      |
| 2013  | 《自由之心》        | 澳洲电影及电视美艺学院奖 - 最佳男配角  | 獲獎     |      |
| 2013  | 《自由之心》        | 爱尔兰电影电视奖 - 最佳男配角          | 獲獎     |      |
| 2013  | 《自由之心》        | 俄亥俄州影评人协会奖 - 最佳男配角      | 提名     |      |
| 2013  | 《自由之心》        | 芝加哥影评人协会奖 - 最佳男配角        | 提名     |      |
| 2013  | 《自由之心》        | 凤凰城影评人协会奖 - 最佳男配角        | 提名     |      |
| 2013  | 《自由之心》        | 圣地亚哥影评人协会奖 - 最佳男配角      | 提名     |      |
| 2013  | 《自由之心》        | 旧金山影评人协会奖 - 最佳男配角        | 提名     |      |
| 2013  | 《自由之心》        | 温哥华影评人协会奖 - 最佳男配角        | 提名     |      |
| 2013  | 《自由之心》        | 卫星奖 - 最佳电影男配角                | 提名     |      |
| 2013  | 《自由之心》        | 华盛顿影评人协会奖 - 最佳男配角        | 提名     |      |
| 2013  | 《自由之心》        | 堪萨斯城影评人协会奖 - 年度男配角      | 獲獎     |      |
| 2013  | 《自由之心》        | 帝国奖 - 最佳男配角                    | 獲獎     |      |
| 2013  | 《自由之心》        | 在线电影影评人协会奖 - 最佳男配角      | 提名     |      |
| 2014  | 《法蘭克》          | 英国独立电影奖 - 年度男配角            | 提名     |      |
| 2014  | 《法蘭克》          | 爱尔兰电影电视奖 - 最佳男配角          | 提名     |      |
| 2014  | 《X戰警：未來昔日》 | 青少年票選奖 - 最佳电影反派            | 提名     |      |
| 2015  | 《馬克白》          | 英国独立电影奖 - 最佳男主角            | 提名     |      |
| 2015  | 《馬克白》          | 第21届Empie Awards - 最佳男演員        | 提名     |      |
| 2015  | 《史帝夫賈伯斯》    | 第88届奧斯卡金像獎 - 最佳男主角        | 提名     |      |
| 2015  | 《史帝夫賈伯斯》    | 第73届金球奖 - 戲劇类最佳男主角        | 提名     |      |
| 2015  | 《史帝夫賈伯斯》    | 土星奖 - 最佳國際男演員                | 獲獎     |      |
| 2015  | 《史帝夫賈伯斯》    | 爱尔兰电影电视奖 - 最佳男主角          | 獲獎     |      |
| 2015  | 《史帝夫賈伯斯》    | 第21届Empie Awards - 最佳男演員        | 提名     |      |
| 2015  | 《史帝夫賈伯斯》    | 洛杉矶影评人协会奖 - 最佳男主角        | 獲獎     |      |
| 2015  | 《史帝夫賈伯斯》    | 北卡罗来纳影评人协会奖 - 最佳男主角    | 獲獎     |      |
| 2015  | 《史帝夫賈伯斯》    | 棕榈泉国际电影节 - 国际影星男演员奖    | 獲獎     |      |
| 2015  | 《史帝夫賈伯斯》    | 洛杉矶影评人协会奖 - 最佳男主角奖      | 獲獎     |      |
| 2015  | 《史帝夫賈伯斯》    | 在线影评人协会奖 - 最佳男主角          | 獲獎     |      |
| 2015  | 《史帝夫賈伯斯》    | 奥斯丁影评人协会奖 - 最佳男主角        | 獲獎     |      |
| 2015  | 《史帝夫賈伯斯》    | 温哥华影评人协会奖 - 最佳男主角        | 獲獎     |      |
| 2015  | 《史帝夫賈伯斯》    | 凤凰城影评人协会奖 - 最佳男主角        | 獲獎     |      |
| 2015  | 《史帝夫賈伯斯》    | 英国电影学院奖 - 最佳男主角            | 提名     |      |
| 2015  | 《史帝夫賈伯斯》    | 澳洲电影及电视美艺学院奖- 最佳男主角   | 提名     |      |
| 2015  | 《史帝夫賈伯斯》    | 伦敦影评人协会奖 - 最佳年度主角        | 提名     |      |
| 2015  | 《史帝夫賈伯斯》    | 伦敦影评人协会奖 - 最佳英国/爱尔兰主角 | 提名     |      |
| 2015  | 《史帝夫賈伯斯》    | 卫星奖 - 戲劇类电影最佳男主角          | 提名     |      |
| 2015  | 《史帝夫賈伯斯》    | 美国演员工会奖 - 最佳男主角            | 提名     |      |

## 外部連結
- 麥可·法斯賓達在互联网电影资料库（IMDb）上的資料（英文）
- 麥可·法斯賓達在豆瓣上的资料（简体中文）
- Locate TV
- LucyWho.com（页面存档备份，存于）
- Celebrity Mania
- Michael Fassbender Online（页面存档备份，存于）
- The Actors Compendium（页面存档备份，存于）
- Fassinating Fassbender